# FIVB World Tour 1998 der Männer
Die FIVB World Tour 1998 der Männer bestand aus zwölf Open und einem Grand Slam. Gastgeber der Beachvolleyball-Turnierserie waren Argentinien, Brasilien 2×, Kanada, Deutschland, Italien, Frankreich, Österreich, Portugal, Belgien, Russland, Spanien und die Türkei. Hinzu kamen die Goodwill Games in den Vereinigten Staaten. Tour Champions wurden die amtierenden Weltmeister Pará Ferreira und Guilherme Marques.

## Turniere

### Mar del Plata Open (16. bis 18. Januar)
| Platz | Team                              |
| ----- | --------------------------------- |
| 1     | Martin Laciga / Paul Laciga       |
| 2     | Paulão Moreira / Paulo Emilio     |
| 3     | José Loiola / Emanuel Rego        |
| 4     | Pará Ferreira / Guilherme Marques |
| 5     | Martín Conde / Eduardo Martínez   |
| 5     | Jan Kvalheim / Bjørn Maaseide     |
| 7     | Zé Marco de Melo / Ricardo Santos |
| 7     | Bill Boullianne / Eric Fonoimoana |

Erst zum zweiten Mal seit Beginn der Turnierserie gewann nicht ein amerikanisches Team den Tourauftakt. Waren es beim ersten Mal Nordeuropäer, behielt diesmal ein Duo aus Mitteleuropa die Oberhand. Die Schweizer Paul und Martin Laciga setzten sich gegen die brasilianische Übermacht in der Vorschlussrunde durch. Paulão und Paulo Emilio blieb Silber, während sich Vorjahrestoursieger Emanuel mit seinem neuen Partner José Loiola mit Bronze zufriedengeben musste. Die Weltmeister gingen als Vierte leer aus.
Christoph und Markus Dieckmann wurden Neunte. Jörg Ahmann und Oliver Oetke als Dreizehnte platzierten sich noch deutlich vor den beiden österreichischen Beachpaaren Gernot Leitner / Oliver Stamm sowie Paul und Thomas Schroffenegger, die sich mit anderen Teams den 25. Platz teilten.

### Rio de Janeiro Open (12. bis 15. Februar)
| Platz | Team                              |
| ----- | --------------------------------- |
| 1     | Zé Marco de Melo / Ricardo Santos |
| 2     | José Loiola / Emanuel Rego        |
| 3     | Roberto Lopes / Franco Neto       |
| 4     | Jan Kvalheim / Bjørn Maaseide     |
| 5     | Eduardo Garrido / Paulo Emilio    |
| 5     | Duda Macedo / Fred Souza          |
| 7     | Pará Ferreira / Guilherme Marques |
| 7     | Martin Laciga / Paul Laciga       |

Von den Top Acht im der zweitgrößten brasilianischen Stadt beherrschten Sechs die Amtssprache des Landes und auf dem Podest wurde ausschließlich portugiesisch gesprochen. Ricardo Santos und Vorjahrestoursieger Zé Marco siegten im Endspiel gegen dessen Expartner und José Loiola. Das kleine Finale gewannen Roberto Lopes / Franco Neto gegen Kvalheim / Maaseide.

Die Lacigas wurden Siebte. Die Dieckmann Zwillinge belegten den geteilten siebzehnten Rang. Edgar Krank und Oliver Oetke standen wie die besten Österreicher Leitner / Stamm und sechs weitere Paare auf dem 25. Platz.

### Toronto Open (19. bis 21. Juni)
| Platz | Team                            |
| ----- | ------------------------------- |
| 1     | Martín Conde / Eduardo Martínez |
| 2     | José Loiola / Emanuel Rego      |
| 3     | Javier Bosma / Fabio Díez       |
| 4     | Jan Kvalheim / Bjørn Maaseide   |
| 5     | Martin Laciga / Paul Laciga     |
| 5     | Julien Prosser / Lee Zahner     |
| 7     | Dain Blanton / Eric Fonoimoana  |
| 7     | Brian Gatzke / Dan Lewis        |

Zum ersten Mal in dieser Spielzeit und zum dritten Mal seit Beginn der World Tour hießen die Sieger Conde / Martinez. Loiola / Emanuel wurden Zweite. Im europäischen Duell um Bronze siegten die Spanier gegen die Norweger. Nur ein einziges brasilianisches Duo war unter den Top Acht. Das gab es vor den kanadischen Open zum letzten Mal 1994 in Marseille.

Die Schweizer Brüder wurden Fünfte, die deutschen Zwillinge Neunte. Jörg Ahmann / Axel Hager belegten den geteilten dreizehnten Platz. Kein weiteres Team aus dem deutschsprachigen Raum schaffte es ins Hauptfeld.

### Berlin Open (3. bis 5. Juli)
| Platz | Team                              |
| ----- | --------------------------------- |
| 1     | Vegard Høidalen / Jørre Kjemperud |
| 2     | Pará Ferreira / Guilherme Marques |
| 3     | Zé Marco de Melo / Ricardo Santos |
| 4     | Přemysl Kubala / Michal Palinek   |
| 5     | Martin Laciga / Paul Laciga       |
| 5     | Carl Henkel / Kevin Wong          |
| 7     | Paulão Moreira / Paulo Emilio     |
| 7     | John Child / Mark Heese           |

Zum ersten Mal in der gesamten Geschichte der internationalen Serie stand ein norwegisches Duo auf der obersten Stufe des Treppchens, das nicht Kvalheim / Maaseide hieß, sondern Vegard Høidalen / Jørre Kjemperud. Im Endspiel schlugen sie Pará / Guilherme, während sich im kleinen Finale Zé Marco / Ricardo gegen Kubala / Palinek durchsetzten.

Die Lacigas wurden wie in Toronto Fünfte, während sich Ahmann / Hager als bestes deutsches Beachpaar auf dem geteilten neunten Rang wiederfanden. Christoph und Markus Dieckmann sowie André Fröhlich und Edgar Krank wurden Siebzehnte, während Sven Anton / Stefan Pomerenke mit den einzigen Österreichern im Hauptwettbewerb, Nik Berger / Hannes Kronthaler, und weiteren sechs Duos den 25. Platz teilten.

### Lignano Open (17. bis 19. Juli)
| Platz | Team                                   |
| ----- | -------------------------------------- |
| 1     | Pará Ferreira / Guilherme Marques      |
| 2     | Martin Laciga / Paul Laciga            |
| 3     | José Loiola / Emanuel Rego             |
| 4     | Javier Bosma / Fabio Díez              |
| 5     | Andrea Ghiurghi / Riccardo Lione       |
| 5     | João Brenha / Miguel Maia              |
| 7     | Ricci Luyties / Sinjin Smith           |
| 7     | Christoph Dieckmann / Markus Dieckmann |

Die Weltmeister befanden sich zum ersten Mal nach den Welttitelkämpfen ganz oben auf dem Podium. Darunter platzierten sich die Laciga Brüder und Loiola / Emanuel. Bosma / Diez waren das vierte Team im Halbfinale.

Die Dieckmänner als Siebte waren diesmal das beste deutsche Duo, während es kein österreichisches Beachpaar ins Hauptfeld schaffte.

### Goodwill Games in New York (22. bis 26. Juli)
| Platz | Team                              |
| ----- | --------------------------------- |
| 1     | Pará Ferreira / Guilherme Marques |
| 2     | Adam Johnson / Karch Kiraly       |
| 3     | Martín Conde / Eduardo Martínez   |
| 4     | Julien Prosser / Lee Zahner       |
| 5     | Jan Kvalheim / Bjørn Maaseide     |
| 6     | John Child / Mark Heese           |
| 7     | Martin Laciga / Paul Laciga       |
| 8     | Ricci Luyties / Sinjin Smith      |

Wie schon vier Jahre zuvor, durften sich auch diesmal nur acht ausgewählte Paare bei den Goodwill Games im Wettkampf messen. Zum zweiten Mal in dieseer Saison waren die Weltmeister ganz vorn. Im Endspiel bezwangen sie Kiraly / Johnson. Im kleinen Finale siegten Conde / Martinez über Prosser und Zahner.

### Marseille Open (24. bis 26. Juli)
| Platz | Team                              |
| ----- | --------------------------------- |
| 1     | Zé Marco de Melo / Ricardo Santos |
| 2     | Jörg Ahmann / Axel Hager          |
| 3     | Bill Boullianne / Ian Clark       |
| 4     | Paulão Moreira / Paulo Emilio     |
| 5     | Karl Henkel / Kevin Wong          |
| 5     | Giovane Gávio / Tande Ramos       |
| 5     | João Brenha / Miguel Maia         |
| 5     | Markus Egger / Bernhard Vesti     |

In Frankreich erwiesen sich Zé Marco und Ricardo als die Stärksten. Zum ersten Mal in der Spielzeit unter den Top Acht waren Ahmann / Hager und das gleich auf dem Treppchen. Das vervollständigten Bill Boullianne und Ian Clark, die das Duell Nord- gegen Südamerika für sich entschieden.

Die Viertelfinalisten Egger / Vesti waren die besten Eidgenossen, während Gernot Leitner / Oliver Stamm als bestes Duo aus der anderen Alpenrepublik sich den neunten Platz mit Christoph / Markus Dieckmann und weiteren Teams teilten.

### Klagenfurt Open (31. Juli bis 2. August)
| Platz | Team                              |
| ----- | --------------------------------- |
| 1     | José Loiola / Emanuel Rego        |
| 2     | Dain Blanton / Eric Fonoimoana    |
| 3     | Jan Kvalheim / Bjørn Maaseide     |
| 4     | Paulão Moreira / Paulo Emilio     |
| 5     | Zé Marco de Melo / Ricardo Santos |
| 5     | Jörg Ahmann / Axel Hager          |
| 7     | Javier Bosma / Fabio Díez         |
| 7     | Mariano Baracetti / José Salema   |

Erst beim achten Event des Jahres konnte sich Tourvorjahressieger Emanuel mit Loiola die Goldmedaille sichern. Silber ging an Blanton / Fonoimoana, während sich im Spiel um den dritten Platz Kvalheim / Maaseide gegen Paulão / Paulo Emilio behaupteten.

Ahmann / Hager gehörten als Fünfte zum zweiten Mal zu den besten acht Beachpaaren. Martin und Paul Laciga wurden wie Egger / Vesti Dreizehnte, während Nik Berger und Hannes Kronthaler als beste Österreicher beim Heimevent den geteilten siebzehnten Rang belegten.

### Espinho Grand Slam (7. bis 9. August)
| Platz | Team                              |
| ----- | --------------------------------- |
| 1     | José Loiola / Emanuel Rego        |
| 2     | Kent Steffes / Mike Whitmarsh     |
| 3     | Pará Ferreira / Guilherme Marques |
| 4     | Martin Laciga / Paul Laciga       |
| 5     | João Brenha / Miguel Maia         |
| 5     | Martín Conde / Eduardo Martínez   |
| 7     | Paulão Moreira / Paulo Emilio     |
| 7     | Mariano Baracetti / José Salema   |

Zum zweiten Mal in Folge hießen die Sieger Loiola / Emanuel. Sie schlugen im Finale Steffes / Whitmarsh. Bronze ging an die Weltmeister, das Schweizer Brüderpaar hatte das Nachsehen. Christoph und Markus Dieckmann wurden Dreizehnte. Weitere Teams aus deutschsprachigen Ländern findet man auf dem Tableau nur noch in der Qualifikation.

### Ostende Open (14. bis 16. August)
| Platz | Team                              |
| ----- | --------------------------------- |
| 1     | João Brenha / Miguel Maia         |
| 2     | Zé Marco de Melo / Ricardo Santos |
| 3     | John Child / Mark Heese           |
| 4     | Bill Boullianne / Ian Clark       |
| 5     | Jörg Ahmann / Axel Hager          |
| 5     | Julien Prosser / Lee Zahner       |
| 7     | Martin Laciga / Paul Laciga       |
| 7     | Martín Conde / Eduardo Martínez   |

Zum ersten Mal belegten die Portugiesen João Brenha und Miguel Maia den ersten Rang bei einem FIVB Event. Zé Marco und Ricardo sicherten sich Silber vor Child / Heese. Vierte wurden Boullianne / Clark.

Ahmann / Hager erkämpften sich wie in Österreich einen Platz unter den letzten Sechs. Die Lacigas gehörten auch noch zu den Top Acht. Die Dieckmann Zwillinge standen als Siebzehnte noch vor den besten Österreichern Leitner / Stamm als Fünfundzwanzigste.

### Moskau Open (21. bis 23. August)
| Platz | Team                              |
| ----- | --------------------------------- |
| 1     | Pará Ferreira / Guilherme Marques |
| 2     | Martín Conde / Eduardo Martínez   |
| 3     | Jörg Ahmann / Axel Hager          |
| 4     | Martin Laciga / Paul Laciga       |
| 5     | Paulão Moreira / Paulo Emilio     |
| 5     | Jan Kvalheim / Bjørn Maaseide     |
| 7     | João Brenha / Miguel Maia         |
| 7     | Thomas Eade / Craig Seuseu        |

In der russischen Hauptstadt gab es den dritten Sieg für die amtierenden Weltmeister. Dahinter reihten sich Conde / Martinez und das konstanteste deutsche Duo ein. Im Duell der deutschsprachigen Nationen zogen die Schweizer den Kürzeren.
Christoph und Markus Dieckmann gehörten als Neunte noch zu den Top Zwölf. Zwei Runden früher schieden Leitner / Stamm als Siebzehnte aus.

### Teneriffa Open (3. bis 6. September)
| Platz | Team                              |
| ----- | --------------------------------- |
| 1     | José Loiola / Emanuel Rego        |
| 2     | Karch Kiraly / Mike Whitmarsh     |
| 3     | Bill Boullianne / Ian Clark       |
| 4     | Martín Conde / Eduardo Martínez   |
| 5     | Zé Marco de Melo / Ricardo Santos |
| 5     | Martin Laciga / Paul Laciga       |
| 7     | Javier Bosma / Fabio Díez         |
| 7     | Carl Henkel / Kevin Wong          |

Zwei Wochen nach dem dritten Sieg der Weltmeister in dieser Saison zogen ihre Landsleute auf der Kanarischen Insel nach. Emanuel und Loiola setzten sich im Finale gegen Kiraly / Whitmarsh durch. Boullianne / Clark entschieden das Spiel um Bronze gegen Conde / Martinez für sich.

Die Lacigas verschlechterten sich gegenüber dem Event in Moskau um einen Rang. Ahmann / Hager wurden wie die Dieckmann Zwillinge Siebzehnte. Österreicher waren im Hauptfeld nicht vertreten.

### Alanya Open (11. bis 13. September)
| Platz | Team                              |
| ----- | --------------------------------- |
| 1     | José Loiola / Emanuel Rego        |
| 2     | John Child / Mark Heese           |
| 3     | Pará Ferreira / Guilherme Marques |
| 4     | Zé Marco de Melo / Ricardo Santos |
| 5     | João Brenha / Miguel Maia         |
| 5     | Julien Prosser / Lee Zahner       |
| 7     | Jan Kvalheim / Bjørn Maaseide     |
| 7     | Dain Blanton / Eric Fonoimoana    |

Nur eine Woche nach der dritten sicherten sich Loiola / Emanuel die vierte Goldmedaille. Bronze erkämpften Pará / Guilherme gegen Zé Marco / Ricardo. Den totalen Triumph der Brasilianer verhinderten Child und Heese als Zweite.

Den geteilten siebzehnten Platz belegten Jörg Ahmann / Axel Hager, Christoph und Markus Dieckmann sowie Martin und Paul Laciga. Aus Österreich erreichte kein Beachpaar den Hauptwettbewerb.

### Vitória Open (3. bis 6. Dezember)
| Platz | Team                              |
| ----- | --------------------------------- |
| 1     | Pará Ferreira / Guilherme Marques |
| 2     | Roberto Lopes / Franco Neto       |
| 3     | Mariano Baracetti / José Salema   |
| 4     | Martin Laciga / Paul Laciga       |
| 5     | José Loiola / Emanuel Rego        |
| 5     | Martín Conde / Eduardo Martínez   |
| 7     | Zé Marco de Melo / Ricardo Santos |
| 7     | John Child / Mark Heese           |

Nach dem ersten Platz beim letzten Turnier des Jahres sicherten sich Pará Ferreira und Guilherme Marques in ihrem Heimatland auch den Gesamtsieg der World Tour 1998. Ihre Landsleute Roberto Lopes und Franco Neto standen zum zweiten Mal in dieser Saison auf dem Stockerl und zum ersten Mal im Endspiel. Dritte wurden Mariano Baracetti und José Salema, die den Lacigas keine Chance auf einen Podestplatz ließen.

Die Dieckmann Zwillinge als einziges deutsches Team im Hauptfeld wurden wie in der Türkei Siebzehnte. Das Duo aus der anderen Alpenrepublik scheiterte in der Qualifikation.

## Auszeichnungen
| FIVB Tour Champion | Pará Ferreira / Guilherme Marques |